# 菲什敦
菲什敦是西非國家利比里亞東南部的城市，也是吉河縣的首府，位於蒙羅維亞東南347公里，鄰近與科特迪瓦接壤的邊境，2008年人口3,328。